# 울슬리 자동차
울슬리 자동차(Wolseley Motors)는 1901년 초 비커스 아머넌츠와 허버트 오스틴에 의해 설립된 영국의 모터 비클 제조업체이다. 처음에는 풀 레인지로 개발되었고 대형 럭셔리카로 정점을 찍고 에드워드 시대에 시장을 지배했다. 비커스 형제가 사망한 뒤 어떠한 가이드도 받지 못한 울슬리는 전후에 급속히 규모를 키워 1921년 12,000대의 차를 제조했으며 영국 최대의 자동차 제조업체로 남았다.

## 같이 보기
- 항공기 엔진 제조업체 목록